# 三·一七慘案
三·一七慘案又稱九江三·一七慘案，是北伐戰爭期間的一起中國國民黨清黨事件。
1926年11月，北伐军攻佔九江县城，至1927年3月之前，中国共产党党员帅鼓侬担任九江县县长。此时，中国共产党和国民党左派通过中国国民党九江市党部掌握当地政局。国民党右派李鸿翥、高伯围、王若渊等人组建中国国民党九江县党部，与之分庭抗礼。
1927年3月6日，蒋介石派人捣毁赣州总工会，殺死赣州总工会委员长、共产党员陈赞贤。3月16日，蒋介石指使段锡朋解散中国国民党南昌市党部，查封江西省学联。蒋介石派卫队长温建刚和陈群、杨虎来九江。3月16日，蒋介石从江西南昌抵達江西九江，並要求中國國民黨九江县党部王若渊等人於3月17日袭击中國国民党左派掌控的中國國民黨九江市党部和总工会。衝突中工人纠察队裕生火柴厂分队长曹炳元等人被殺死，中國國民黨九江市党部、总工会均被捣毁。中共九江地委出動九江市工人纠察队抵擋中國國民黨九江县党部派出的人員。国民革命军第六军政治部也派出部分军队协助九江市工人纠察队，並逮捕中國國民黨九江县党部派出的人員50余人。最終蒋介石出面调解，將被逮捕的人員送出九江，並占领了中國國民黨九江市党部和总工会:277。